# Alsån (vattendrag)
Alsån är ett vattendrag i Överkalix kommun, vid byn med samma namn. Den är en vänsterbiflod till Kalixälven. Längd inklusive källflöden är ca 50 km.